# Correo de emergencia

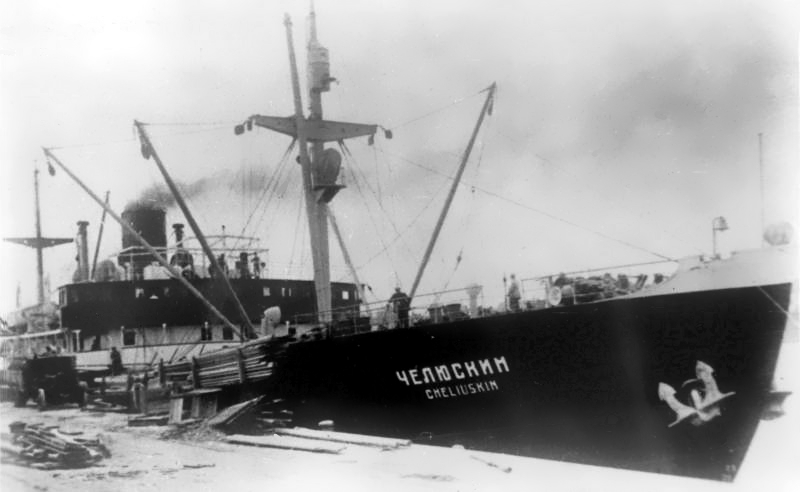
El Cheliuskin aplastado por el hielo, 1934

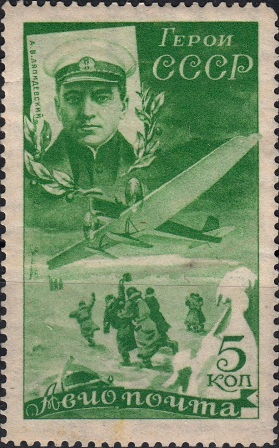
Sello soviético de 1935, con Anatoly Liapidevsky, uno de los pilotos del rescate del Vapor Cheliuskin

Correo de emergencia es una forma especial de comunicación postal, instaurada en determinados casos, dentro de regiones que sufren calamidades naturales, o en expediciones y naves que caen en estado de emergencia, por ejemplo, respecto del rescate del Vapor Cheliuskin en 1934.